# 田原豐
田原豐（1982年4月27日—），前日本職業足球員，日本20歲以下足球代表隊成員。

## 俱乐部生涯
2001年，田原豐在橫濱水手开始足球生涯。2002年转会至京都不死鳥，2009年转会至湘南比馬，2012年转会至橫濱FC，2014年转会至Samutsongkhram FC，2015年转会至鹿兒島聯。2015年引退。

## 日本國家足球隊
田原豐参加了2001年世界青年錦標賽。

## 外部連結
- （日語）J.League Data Site （页面存档备份，存于）